# Dieter Eckart
Dieter Eckart (* 20. Februar 1938 in Darmstadt; † 18. Januar 2017) war ein deutscher Journalist und Zeitungsmacher. Er war von  2001 bis 2005 Herausgeber der Frankfurter Allgemeinen Zeitung.

## Leben und Wirken
Eckart wuchs in Michelstadt im Odenwald auf. Er studierte an den Universitäten in Frankfurt, Oxford und Newcastle Anglistik, Germanistik und Politikwissenschaft. Von der Offenbach-Post kam er 1966 zur Frankfurter Allgemeinen Zeitung und wurde Mitglied der politischen Redaktion. Zeitweise war er als Korrespondent der Zeitung nach London delegiert. 1973 wurde er Chef der Nachrichtenredaktion des Blattes.
Zum 1. März 2001 berief das  vierköpfige Herausgebergremium  Eckart als Nachfolger des entlassenen Hugo Müller-Vogg zum Herausgeber. Wie sein Vorgänger war er für die Bereiche „Rhein-Main-Zeitung“ und die „Frankfurter Allgemeine Sonntagszeitung“ zuständig. Als Herausgeber habe Eckart besonders das Frankfurter Kulturleben in den Fokus gerückt, das er als Ausdruck des Bürgersinns in der Stadt begriffen habe. Am 1. März 2005 schied Eckart aus Altersgründen aus, seinen Geschäftsbereich übernahm der neue Herausgeber Werner D’Inka.
Eckart gehörte der Auswahljury für den jährlich vergebenen Hessischen Journalistenpreis an.